# Contea di Trinity (Texas)
La contea di Trinity in inglese Trinity County è una contea dello Stato del Texas, negli Stati Uniti. La popolazione al censimento del 2010 era di 14 585 abitanti. Il capoluogo di contea è Groveton. Il suo nome deriva dal fiume Trinity.

## Geografia
| Anno | Popolazione | ±%     |
| ---- | ----------- | ------ |
| 1860 | 4,392       | Note:  |
| 1870 | 4,141       | −5.7%  |
| 1880 | 4,915       | 18.7%  |
| 1890 | 7,648       | 55.6%  |
| 1900 | 10,976      | 43.5%  |
| 1910 | 12,768      | 16.3%  |
| 1920 | 13,623      | 6.7%   |
| 1930 | 13,637      | 0.1%   |
| 1940 | 13,705      | 0.5%   |
| 1950 | 10,040      | −26.7% |
| 1960 | 7,539       | −24.9% |
| 1970 | 7,628       | 1.2%   |
| 1980 | 9,450       | 23.9%  |
| 1990 | 11,445      | 21.1%  |
| 2000 | 13,779      | 20.4%  |
| 2010 | 14,585      | 5.8%   |

Secondo l'Ufficio del censimento degli Stati Uniti d'America la contea ha un'area totale di 714 miglia quadrate (1850 km²), di cui 694 miglia quadrate (1800 km²) sono terra, mentre 20 miglia quadrate (52 km², corrispondenti al 2,9% del territorio) sono costituiti dall'acqua.

### Strade principali
- U.S. Highway 287
- State Highway 19
- State Highway 94

### Contee adiacenti
- Angelina County (nord-est)
- Polk County (sud-est)
- San Jacinto County (sud)
- Walker County (sud-ovest)
- Houston County (nord-ovest)

### Aree nazionali protette
- Davy Crockett National Forest

## Istruzione
Nella contea sono presenti i seguenti distretti scolastici:
- Apple Springs Independent School District
- Groveton Independent School District
- Trinity Independent School District
- Centerville Independent School District
- Kennard Independent School District